# Sergey Kalinin
Sergey Kalinin (Omsk, 17 de março de 1991)  é um jogador profissional de hóquei no gelo russo que atua na posição de centro pelo SKA Saint Petersburg, da KHL.

## Carreira
Sergey Kalinin começou sua carreira no clube local Avangard Omsk.